# Shizuoka
Shizuoka (静岡市, Shizuoka-shi) est une ville japonaise, capitale de la préfecture de Shizuoka. Elle a le statut de ville désignée par ordonnance gouvernementale.

## Toponymie
Le toponyme « Shizuoka » est formé de deux kanjis. Le premier « 静 » (shizu) signifie « calme » et le second « 岡 » (oka) « colline ».

## Géographie

### Situation
La ville de Shizuoka est située sur l'île de Honshū, au centre de la préfecture de Shizuoka, au Japon. Elle possède une façade maritime en baie de Suruga. Son extrémité nord est bordée par la préfecture de Nagano à l'ouest, et celle de Yamanashi à l'est. Capitale préfectorale, Shizuoka s'étend sur 83,10 km du nord au sud et 50,62 km d'est en ouest.

### Démographie
Lors du recensement national de 2015, Shizuoka comptait 704 989 habitants,. Au 31 décembre 2019, la population de la ville était de 698 275 habitants, répartis sur 1 411,83 km2 (densité de population de 494 hab./km2). Elle incluait 10 702 résidents étrangers. Les moins de 15 ans représentaient 12,1 % de la population et les plus de 64 ans 28,4 %.

### Divisions administratives
Depuis le 1er avril 2005, la ville de Shizuoka est divisée en trois arrondissements :
- Aoi-ku, la partie nord de Shizuoka[4], située au nord de la Ligne principale Tōkaidō ;
- Suruga-ku, la partie sud-ouest[4], située au sud de la ligne Tōkaidō ;
- Shimizu-ku, la partie sud-est, qui correspond à l'ancienne ville de Shimizu[l 1], intégrée à Shizuoka en 2003[4].

### Hydrographie
Cent trente cours d'eau serpentent dans la ville de Shizuoka, ce qui représente un réseau hydrographique de 492 km. Les principaux sont le fleuve Okitsu (22 km), le fleuve Tomoe (17,98 km) dont le cours se termine dans le port de Shimizu et le fleuve Abe (51 km),. Le cours supérieur du fleuve Ōi se développe dans le nord de la ville et la municipalité comprend aussi des affluents du fleuve Fuji.

### Climat
À Shizuoka, la température annuelle moyenne est de 17,7 °C. Elle varie de -4,3 °C en hiver, à 36,4 °C en été. Les précipitations annuelles sont de 2 442 mm et près de 2 209 heures d'ensoleillement sont enregistrées.
| Mois                                             | jan.      | fév.      | mars      | avril     | mai       | juin      | jui.      | août      | sep.      | oct.      | nov.      | déc.      | année     |
| ------------------------------------------------ | --------- | --------- | --------- | --------- | --------- | --------- | --------- | --------- | --------- | --------- | --------- | --------- | --------- |
| Température minimale moyenne (°C)                | 2,1       | 2,9       | 6         | 10,6      | 15,1      | 19,2      | 23,1      | 24,2      | 21,1      | 15,6      | 9,9       | 4,6       | 12,9      |
| Température moyenne (°C)                         | 6,9       | 7,7       | 10,7      | 15,2      | 19,2      | 22,4      | 26,1      | 27,4      | 24,5      | 19,4      | 14,3      | 9,3       | 16,9      |
| Température maximale moyenne (°C)                | 11,7      | 12,6      | 15,5      | 19,8      | 23,5      | 26,1      | 29,9      | 31,3      | 28,4      | 23,6      | 18,8      | 14,1      | 21,3      |
| Record de froid (°C) date du record              | −6,8 1960 | −5,8 1947 | −4,6 1977 | −1,4 1941 | 5,1 1953  | 12,5 1993 | 15,4 1976 | 16,9 1972 | 10,6 1960 | 3,9 1949  | −1,7 1951 | −5,1 1966 | −6,8 1960 |
| Record de chaleur (°C) date du record            | 25,7 1969 | 26,2 2009 | 28 2013   | 33,3 2005 | 33,9 2000 | 38,3 1991 | 38,4 1991 | 38,7 1995 | 37,1 1995 | 33,9 1999 | 28 2000   | 24,5 1954 | 38,7 1995 |
| Ensoleillement (h)                               | 207,9     | 187,5     | 189,9     | 189,7     | 192       | 135,9     | 157,9     | 201,8     | 157,3     | 157,7     | 173,3     | 200,5     | 2 151,5   |
| Précipitations (mm)                              | 79,6      | 105,3     | 207,1     | 222,2     | 215,3     | 268,9     | 296,6     | 186,5     | 280,6     | 250,3     | 134,2     | 80,6      | 2 327,3   |
| dont neige (cm)                                  | 0         | 0         | 0         | 0         | 0         | 0         | 0         | 0         | 0         | 0         | 0         | 0         | 0         |
| Nombre de jours avec précipitations              | 5,3       | 5,8       | 9,1       | 9,5       | 10        | 12,3      | 11,6      | 9         | 11,7      | 9,5       | 6,8       | 5,4       | 106,1     |
| dont nombre de jours avec précipitations ≥ 10 mm | 2,6       | 3,1       | 5,4       | 5,4       | 5,5       | 6,4       | 6,5       | 4,6       | 6,3       | 5,5       | 3,3       | 2,5       | 57,2      |
| Humidité relative (%)                            | 57        | 57        | 62        | 65        | 71        | 77        | 79        | 76        | 75        | 71        | 67        | 60        | 68        |
| Nombre de jours avec neige                       | 0         | 0,1       | 0         | 0         | 0         | 0         | 0         | 0         | 0         | 0         | 0         | 0         | 0,1       |

| Diagramme climatique                                  |              |            |               |               |               |               |               |               |               |              |             |
| J                                                     | F            | M          | A             | M             | J             | J             | A             | S             | O             | N            | D           |
| 11,72,179,6                                           | 12,62,9105,3 | 15,56207,1 | 19,810,6222,2 | 23,515,1215,3 | 26,119,2268,9 | 29,923,1296,6 | 31,324,2186,5 | 28,421,1280,6 | 23,615,6250,3 | 18,89,9134,2 | 14,14,680,6 |
| Moyennes : • Temp. maxi et mini °C • Précipitation mm |              |            |               |               |               |               |               |               |               |              |             |

## Histoire
Les ruines de Toro datant de la période Yayoi (-300 - 300) se trouvent à l'intérieur de la ville et montrent que cette zone est peuplée depuis les temps préhistoriques.
Shizuoka s'appelait autrefois Sunpu (駿府) (Sunpu est la contraction de Suruga no kokufu car Shizuoka était la capitale de la province de Suruga) et se trouvait sur la ligne historique de Tōkaidō, c'est-à-dire sur la route qui reliait Kyoto à Edo et que les daimyōs (vassaux) devaient emprunter périodiquement pour faire allégeance au shogun. Tokugawa Ieyasu, premier shogun de l'époque Edo (1603-1868), y passa son enfance durant la guerre, otage du daimyō Imagawa. C'est lui qui fit construire le puissant château de Sunpu où il se retirera à la fin de sa vie. Tokugawa Yoshinobu, dernier shogun avant le retour au pouvoir de l'empereur lors de l'ère Meiji (1868-1912), se retira à Sunpu à son abdication.
Shizuoka a été fondée le 1er avril 1889.
Le 1er avril 2003, la ville portuaire de Shimizu, située entre Shizuoka et Fuji a été intégrée à Shizuoka. Le 1er avril 2005, Shizuoka prit le statut de ville désignée par le gouvernement et trois arrondissements furent créés.
Le 15 mars 2011 un tremblement de terre d'une magnitude de 7,0 sur l'échelle de Richter fit trembler toute la ville. L'épicentre fut situé à 10 km de profondeur.

## Économie
Au 31 décembre 2019, Shizuoka rassemblait une population active de 350 852 personnes, 67,9 % dans le secteur tertiaire et 25,2 % dans le secondaire. En 2015, le ministère de l'Agriculture, des Forêts et de la Pêche y recensait 6 725 agriculteurs pour 6 906 fermes et 3 670 ha de terres cultivées. En 2018, 1 360 entreprises de plus de quatre employés étaient en activité.

## Éducation
En 2019, Shizuoka a accueilli 33 756 enfants dans quatre-vingt-onze écoles primaires, 5 036 élèves dans l'enseignement professionnel (vingt-six centre de formation en apprentissage), 18 159 écoliers dans cinquante-sept collèges, 19 558 dans vingt-sept lycées et 23 635 étudiants, répartis dans dix établissements universitaires dont l'université de Shizuoka et cinq junior colleges.

## Transports
Shizuoka se situe sur la ligne Tōkaidō du Shinkansen, principale ligne JR reliant Tokyo à Osaka, et est bien desservie par les trains express et régionaux sur la ligne principale Tōkaidō. La gare de Shizuoka est proche du centre-ville.
La ligne Shizuoka-Shimizu de la Shizutetsu relie le centre-ville au port de Shimizu.

## Jumelages
La ville de Shizuoka est jumelée avec les municipalités étrangères suivantes, :
- Stockton (États-Unis) depuis octobre 1959 ;
- Omaha (États-Unis) depuis avril 1965 ;
- Shelbyville (États-Unis) depuis novembre 1989 ;
- Cannes (France) depuis novembre 1991.

## Symboles municipaux
Les symboles municipaux de la ville de Shizuoka ont été sélectionnés en avril 2005, l'année de la division de la ville en trois arrondissements. L'arbre symbole de Shizuoka est le cornouiller à fleurs, rappelant l'amitié américano-japonaise scellée durant l'ère Taishō (1912-1926) par un échange d'arbres, un cornouiller contre un cerisier, entre le maire de Tokyo et celui de Washington. Sa fleur symbole est la rose trémière, une plante ornementale, et son oiseau symbole le martin-pêcheur d'Europe, un bioindicateur environnemental.

## Personnalités liées à la municipalité
(classement par année de naissance)

### XXesiècle
- Minoru Mochizuki (avril 1907-30 mai 2003), fondateur du dojo Yoseikan.
- Kunio Ogawa (21 décembre 1927-8 avril 2008), écrivain.
- Hiroo Mochizuki (né le 21 mars 1936), fondateur du Yoseikan budo.
- Yoshitaka Amano (né le 26 mars 1952), dessinateur et peintre (Vampire Hunter D et Final Fantasy notamment).
- Masataka Imai (né le 2 avril 1959), footballeur.
- Kazuhito Mochizuki (né le 1er décembre 1957), footballeur.
- Seiko Mikami (1961-2015), artiste spécialisée dans l’art numérique.
- Toranosuke Takagi (né le 12 février 1974), pilote automobile (notamment en Formule 1 de 1998 à 1999).
- Hidetaka Miyazaki (né en 1974), concepteur de jeux vidéo (Dark Souls, Bloodborne).
- Riyo Mori (née le 24 décembre 1986), Miss Univers 2007.
- Yukika Teramoto (née le 16 février 1993), chanteuse.

## Honneur
L'astéroïde (364630) Shizuoka est nommé d'après la ville de Shizuoka et la préfecture de Shizuoka.